# Commissione consultiva centrale
La Commissione consultiva centrale (中央顧問委員會T, 中央顾问委员会S, Zhōng yāng gù wèn wěi yuán huìP) fu un'istituzione della Repubblica popolare cinese, che raggruppava i principali veterani del Partito Comunista Cinese negli anni '80 per fornire consiglio al governo cinese.
La Commissione venne costituita dal Congresso nazionale del popolo nel 1982 per decisione di Deng Xiaoping, che anche mentre passava il potere alle nuove generazioni di dirigenti voleva continuare a mantenere uno stretto controllo sul Partito e sullo Stato. Della Commissione facevano infatti parte praticamente tutti i suoi alleati, da sempre sostenitori di riforme tendenti verso il libero mercato. Il "consiglio" della Commissione aveva parecchio peso, come dimostrato durante i tragici fatti di Tienanmen del 1989. Inoltre, praticamente tutti gli Otto anziani del Partito Comunista Cinese facevano parte della Commissione.
I presidenti della Commissione furono Deng Xiaoping (1982-1987) e Chen Yun (1987-1992). Nel 1992, Jiang Zemin, probabilmente per impedire ai "veterani" di continuare a controllare la politica cinese alle sue spalle, sciolse la Commissione.